# Lespedeza oblongifolia
Lespedeza oblongifolia là một loài thực vật có hoa trong họ Đậu. Loài này được (Britton) W. Stone miêu tả khoa học đầu tiên năm 1912.